# Vitis bryoniifolia
Vitis bryoniifolia — вид рослин з роду Виноград (Vitis). Ендемік для Китаю (провінції: Аньхой, Фуцзянь, Гуандун, Гуансі, Хебей, Хубей, Хунань, Цзянсу, Цзянсі, Шеньсі, Шаньдун, Шаньсі, Сичуань, Юньнань, Чжецзян). Зростає у лісах, чагарниках, на берегах річок, в долинах, полях, на висоті від 100 до 2500 метрів над рівнем моря.

## Опис
Рослини полігамно-дводомні. Гілки з поздовжніми гребенями. Вусики роздвоєні. Листя просте. Прилистки коричневі, яйцеподібно-ланцетні. Черешок густо ланцетний, від 0,5 до 4,5 см завдовжки. Листкова пластинка яйцеподібна, від 2,5 до 8 см завдовжки та від 2 до 5 см завширшки. Квітконіжка від 1,5 до 3 мм, гола. Бруньки кулясті, від 1,5 до 2,2 мм, верхівка закруглена. Чашечка гола, приблизно 0,2 мм.
Цвіте з каітня по серпень. Плодоносить з червня по жовтень.